# Stoms ås
Stoms ås är ett naturreservat i Marks kommun i Västra Götalands län.
Reservatet är skyddat sedan 2012 och omfattar 36 hektar. Det är beläget strax sydost om Hyssna och domineras av gammal bokskog. 
Området utgörs till större delen av en skogbeklädd brant som sluttar mot nordväst. I den gamla bok- och ekskogen förekommer många sällsynta mossor och lavar, flera rödlistade. Mängden död ved, både som stående grova döda träd och som lågor, bidrar till en biologisk mångfald. Utöver bok och ek förekommer inslag av björk, tall och gran.
Naturreservatet förvaltas av Västkuststiftelsen.

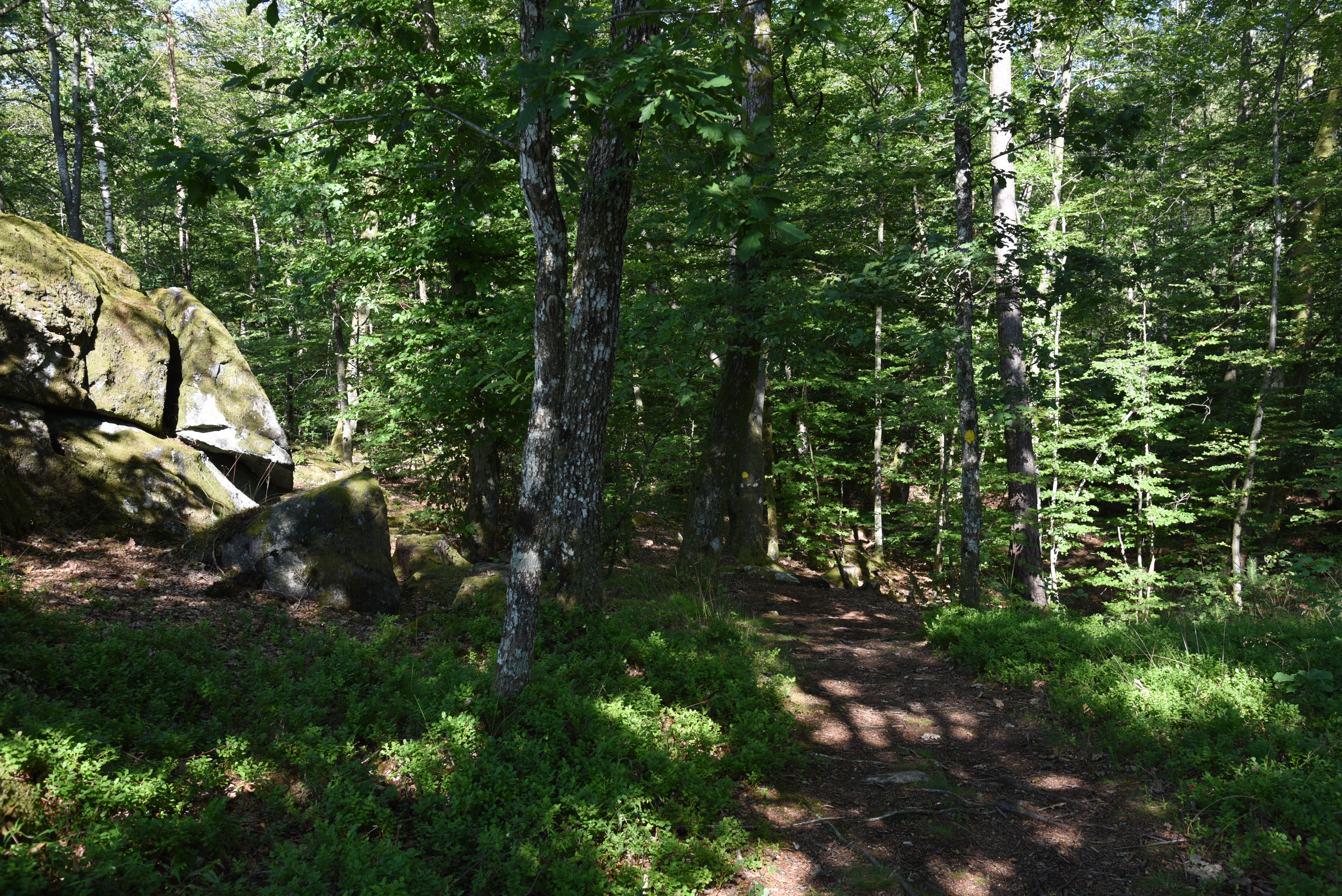
Stig vid Torberg.
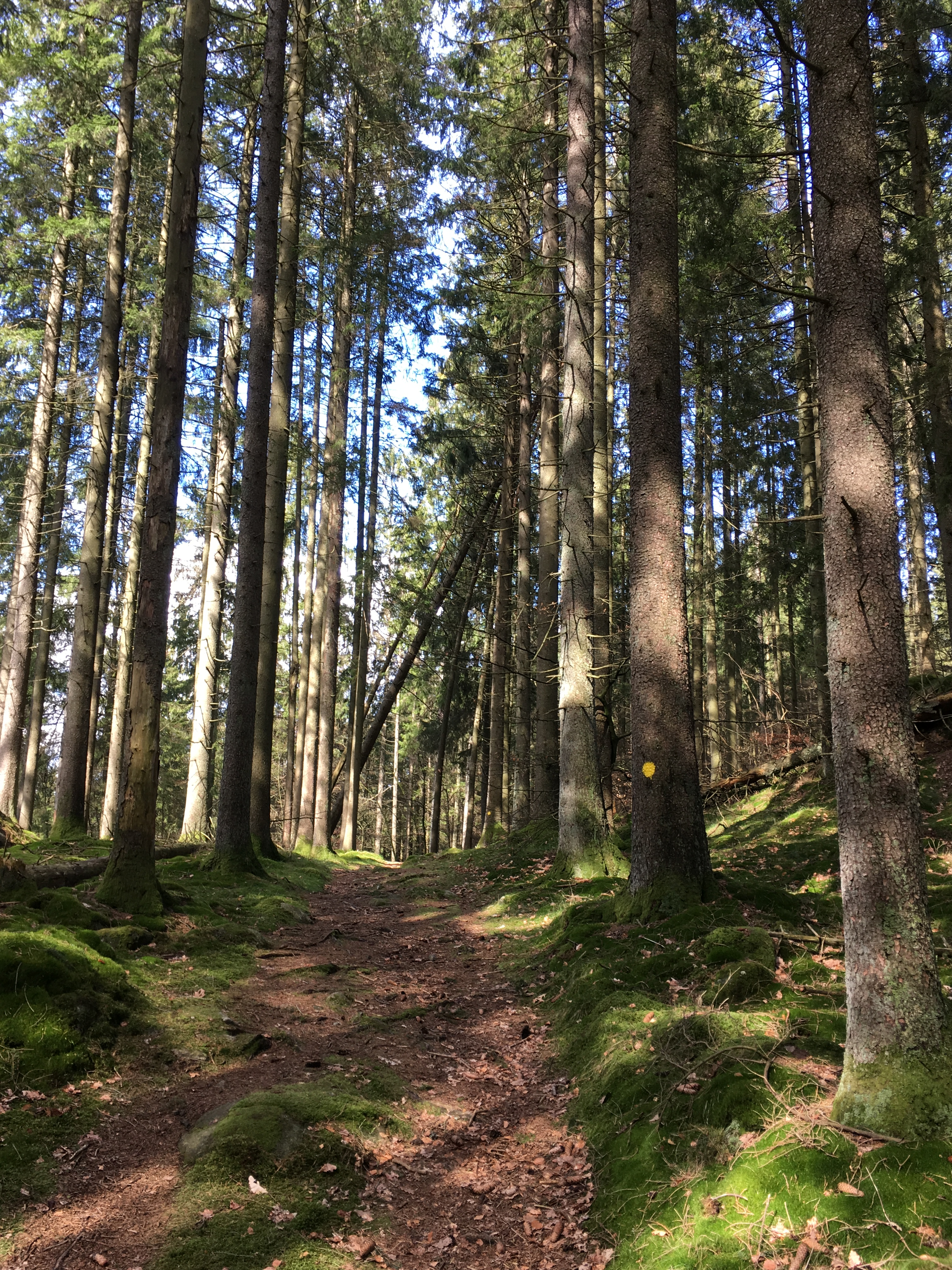
Granskog i Stoms ås södra del. Den gula markeringen visar Hyssnaledens sträckning.
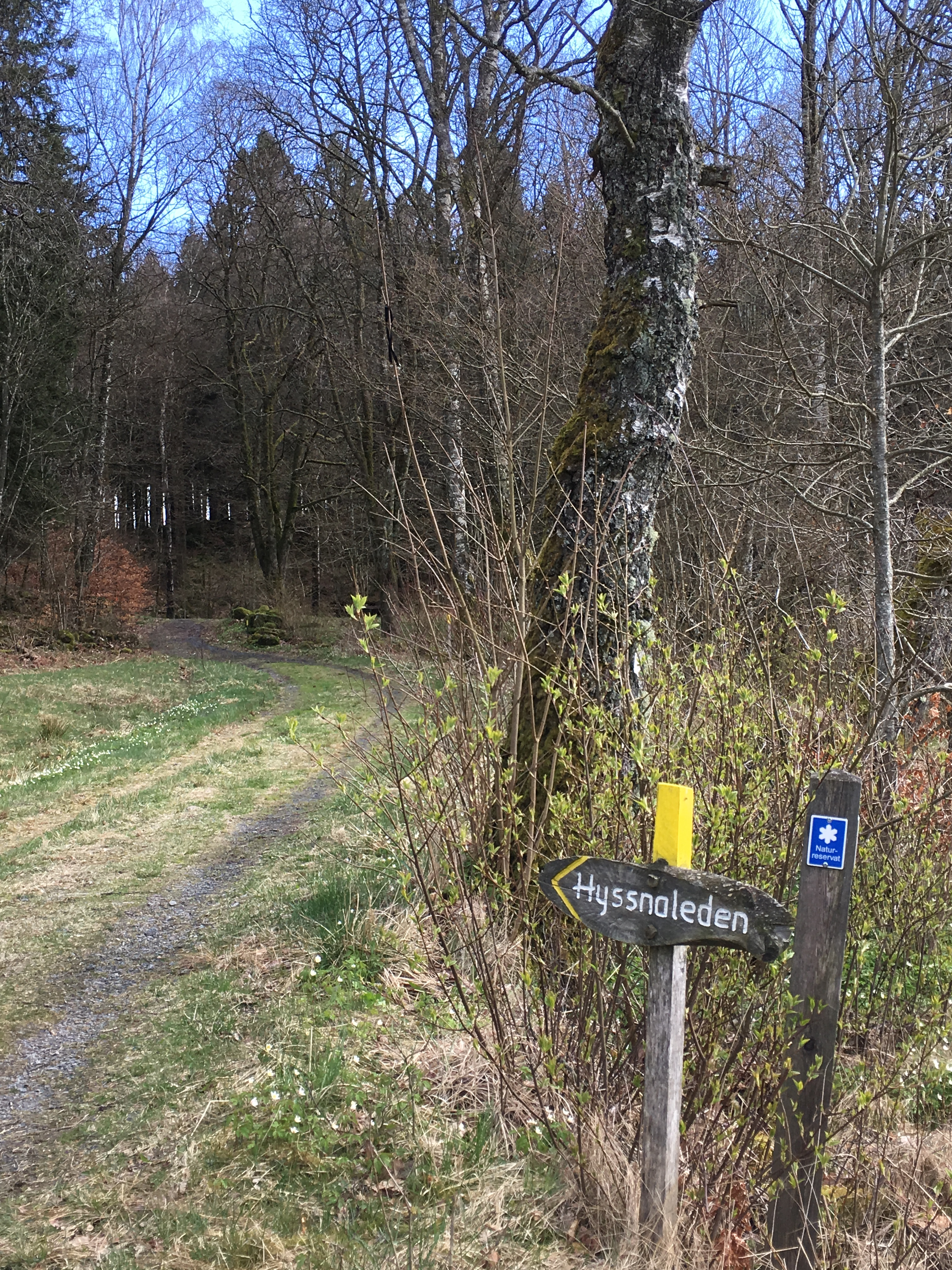
Vägen som leder in till naturreservatet Stoms ås från söder. Del av Hyssnaleden.
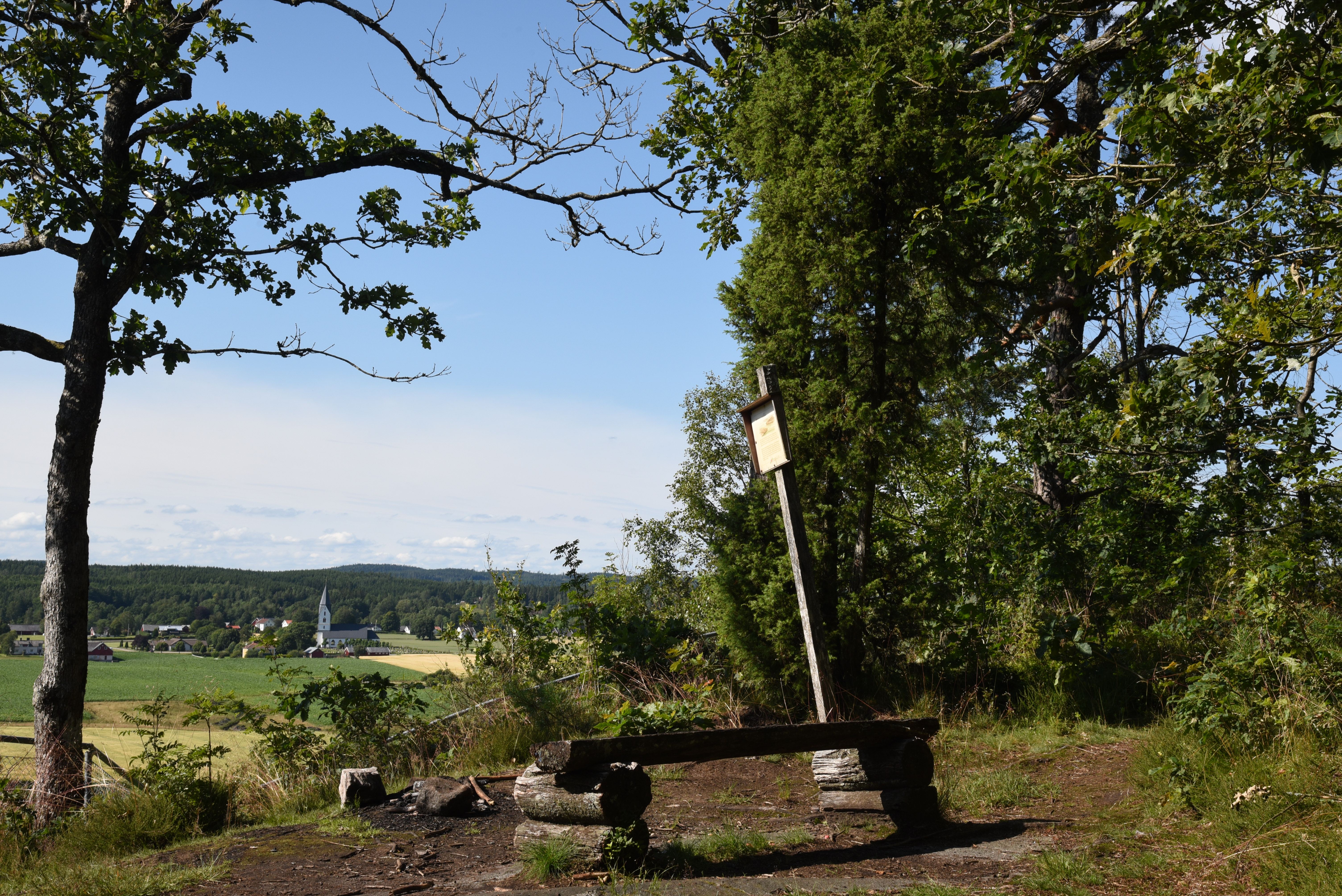
Utsiktspunkten Torberg med Hyssna i bakgrunden.
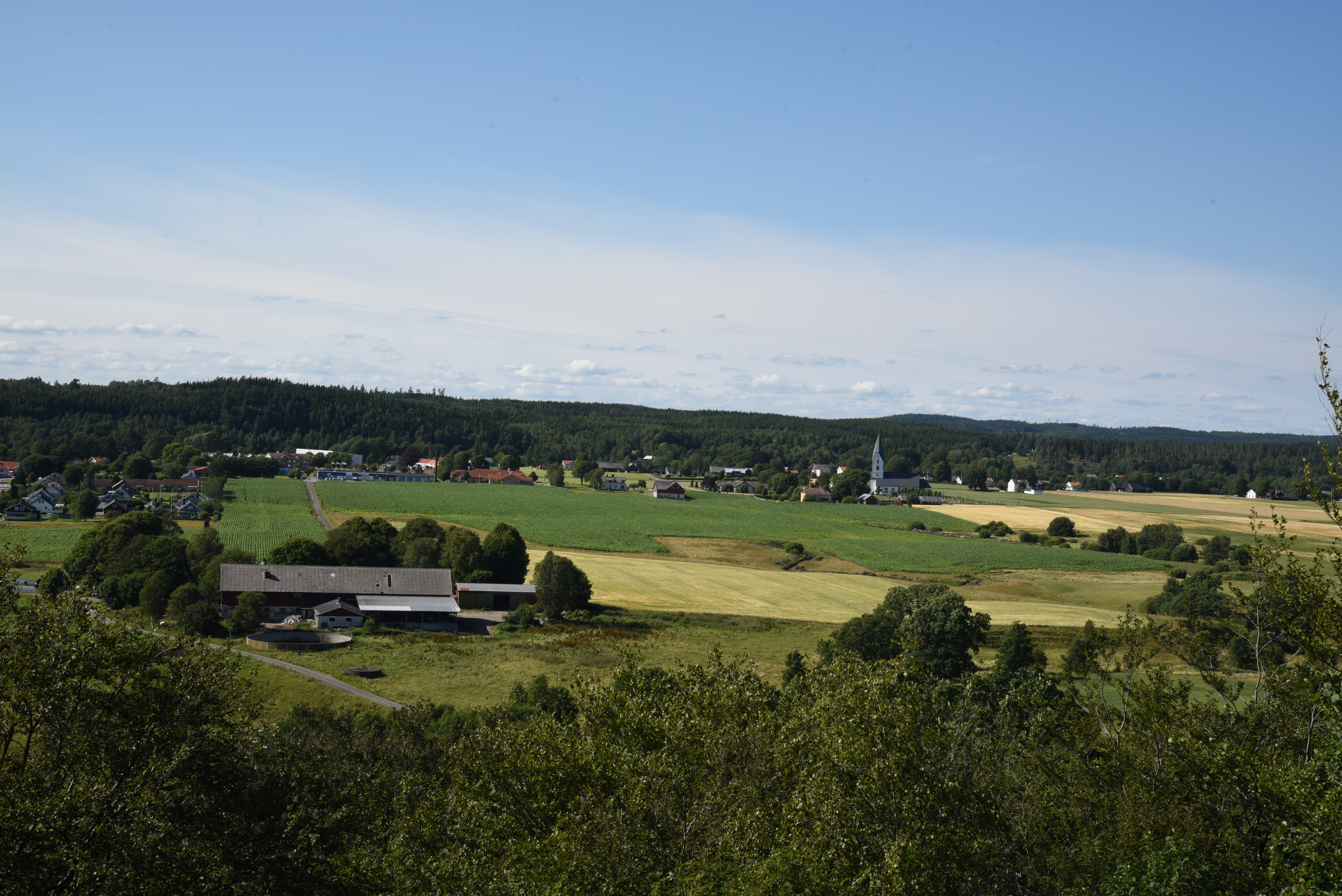
Utsikt över Hyssna från Torberg.